# Condado de Kings (California)
El condado de Kings (en inglés: Kings County) fundado en 1893 es un condado en el estado estadounidense de California. En el 2010 el condado tenía una población de 152 982 habitantes en una densidad poblacional de 42 personas por km². La sede del condado es Hanford.

## Geografía
Según la Oficina del Censo, el condado tiene un área total de 3603 km² (1391,1 mi²), de la cual 3603 km² (1391,1 mi²) es tierra y 0 km² (0 mi²) (0.04%) es agua.

### Condados adyacentes
- Condado de Fresno (noroeste & norte)
- Condado de Tulare (este)
- Condado de Kern (sur)
- Condado de San Luis Obispo (suroeste)
- Condado de Monterrey (oeste)

### Localidades

#### Ciudades
Avenal |
Corcoran |
Hanford |
Lemoore 

#### Lugares designados por el censo
Armona |
Home Garden |
Kettleman City |
Lemoore Station |
Stratford 

#### Áreas no incorporadas
Acebedo |
Cimarron |
Fort Roosevelt |
Gepford |
Grangeville |
Guernsey |
Halls Corner |
Hamblin |
Hardwick |
Helm Corner |
Hub |
Hydril |
Kettleman Station |
Lucerne |
Murray |
Pitco |
Reef Station |
Remnoy |
Rossi |
Shell |
Shirley |
South Corcoran |
Vanguard 

## Demografía
En el censo de 2000, había 129 461 personas, 34 418 hogares y 26 983 familias residiendo en el condado. La densidad poblacional era de 36 personas por km². En el 2000 había 36 563 unidades habitacionales en una densidad de 10 por km². La demografía del condado era de 53.68% blancos, 8.30% afroamericanos, 1.68% amerindios, 3.07% asiáticos, 0.19% isleños del Pacífico, 28.28% de otras razas y 4.79% de dos o más razas. 43.61% de la población era de origen hispano o latino de cualquier raza.
En el 2000 la renta per cápita promedia del condado era de $38 111, y el ingreso promedio para una familia era de $31 700. En 2000 los hombres tenían un ingreso per cápita de $31 700 versus $24,772 para las mujeres. El ingreso per cápita para el condado era de $15 848 y el 19.5% de la población estaba bajo el umbral de pobreza nacional.

## Transporte

### Principales autopistas
- Interestatal 5
- Ruta Estatal 33
- Ruta Estatal 41
- Ruta Estatal 43
- Ruta Estatal 198
- Ruta Estatal 269